# Tylophoron moderatum
Tylophoron moderatum är en lavart som beskrevs av Nyl. Tylophoron moderatum ingår i släktet Tylophoron och familjen Arthoniaceae.   Inga underarter finns listade i Catalogue of Life.